# (315365) 2007 VB
2007 في بي (ويعرف أيضًا باسم (315365) 2007 في بي وفق تسمية الكوكب الصغير) (بالإنجليزية: 2007 VB)‏ هو كويكب ضمن حزام الكويكبات؛ وترتيبه 315365 من حيث الاكتشاف.
اكتُشف هذا الجُرم الفلكي بواسطة  في 1 نوفمبر 2007.

## وصلات خارجية
- (315365) 2007 VB في قاعدة بيانات مختبر الدفع النفاث لأجرام النظام الشمسي الصغيرة

- الاكتشاف · مخطط المدار ·  العناصر المدارية · المعلمات المادية

- (315365) 2007 VB على موقع ويكي سكاي: DSS2, SDSS, GALEX, IRAS, Hydrogen α, X-Ray, Astrophoto, Sky Map, Articles and images